# غاري فينلي
غاري فينلي (بالإنجليزية: Gary Finley)‏ هو لاعب كرة قدم بريطاني، ولد في 14 نوفمبر 1970 في ليفربول في المملكة المتحدة. لعب مع ذا نيو سينتس ونادي آبريستويث تاون ونادي دونكاستر روفرز ونادي هايد إف سي ونادي ويتون ألبيون.

## وصلات خارجية
- غاري فينلي على موقع قاعدة بيانات كرة القدم.إي يو (الإنجليزية)
- غاري فينلي على موقع Soccerbase.com (لاعب) (الإنجليزية)